# 錫爾迪金 (英國國會選區)
錫爾迪金（英語：Ceredigion），英國國會一郡選區，位於威爾斯中西部的錫爾迪金全部。始設於1536年。
本區自1859年起絕大部分是由自由黨，以及現在的自民黨人士任當區下議院議員（1992至2005年及2017至今由威爾斯黨人控制）。2010年大選中，自民黨馬克·弗雷澤·威廉斯以50.0%選票勝出該區二度連任。